# Letter In The Sky
「Letter In The Sky」（レター・イン・ザ・スカイ）は、AIが2011年に発表した楽曲で、ジャクソンズとのコラボレーション・ソングである。本作は、ジャクソンズのメンバーの実弟で、2009年に死去したマイケル・ジャクソンに向けた楽曲。AIがホスト役を務めた2011年の「MICHAEL JACKSON TRIBUTE LIVE」のテーマソング。
本作のミュージック・ビデオは、AIとジャクソンズの4人でのレコーディング風景で構成されたもの。

## リリース
2011年10月10日にCDでの発売に先駆け、レコチョクにて着うたとミュージック・ビデオの先行配信、10月19日にMSP/DSP配信を開始。
12月24日にEMIミュージック・ジャパンへの移籍第1弾シングルとして、「ハピネス」との両A面シングル『ハピネス/Letter In The Sky feat.The Jacksons』（品番 : TOCT-40366）を発売。「CD+DVD」形態でのリリースで、DVDには表題2曲のミュージック・ビデオと日本武道館で開催された『伝説NIGHT』のダイジェスト・トレーラー映像が収録された。

## チャート成績
シングル『ハピネス/Letter In The Sky feat.The Jacksons』は、2012年1月2日付のオリコン週間シングルランキングで初登場14位、2011年12月26日付のBillboard Japan Top Singles Salesチャートで初登場13位を獲得。
楽曲単体では、2011年10月24日付のBillboard Japan Hot 100チャートで初登場36位を獲得した。

## 収録内容
| #         | タイトル                                  | 作詞      | 作曲                       | 時間 |
| --------- | ----------------------------------------- | --------- | -------------------------- | ---- |
| 1.        | 「Letter In the Sky」(feat. the Jacksons) | AI        | AI King David "The Future" | 4:43 |
| 合計時間: | 合計時間:                                 | 合計時間: | 4:43                       |      |

| 全作詞: AI。 |                                            |           |                            |      |
| #            | タイトル                                   | 作詞      | 作曲                       | 時間 |
| 1.           | 「ハピネス」                               | AI        | AI UTA                     | 4:17 |
| 2.           | 「Letters In The Sky」(feat. The Jacksons) | AI        | AI King David "The Future" | 4:44 |
| 合計時間:    | 合計時間:                                  | 合計時間: | 9:01                       |      |

| #  | タイトル                                                                             | 作詞 | 作曲・編曲 |
| -- | ------------------------------------------------------------------------------------ | ---- | ---------- |
| 1. | 「ハピネス」(Music Video)                                                            |      |            |
| 2. | 「Letters In The Sky feat. The Jacksons」(Music Video)                               |      |            |
| 3. | 「「伝説NIGHT」at 日本武道館 with 超SPECIAL GUEST大勢!!!」(ダイジェスト・トレーラー) |      |            |

## 収録アルバム
- INDEPENDENT
- THE BEST
- THE FEAT. BEST